# スルッとKANSAI遊びマップ
スルッとKANSAI遊びマップ（スルッとかんさいあそびマップ）は、スルッとKANSAI協議会が2012年4月まで発行していたフリーペーパーである。
スルッとKANSAI協議会加盟社沿線の店やスポット等を紹介する。無料で毎月1日に発行(当初は季刊誌であったが、後に奇数月1日発行の隔月刊誌となり、2007年7月号より毎月発行となった)、発行部数は70万部、スルッとKANSAI協議会加盟社局の駅・バス営業所や百貨店、観光施設等（いずれも一部の駅・バス営業所、店舗、施設等を除く）で配布されていた。2012年4月号をもって発行が終わり、後継として翌月より「Asobon!」が隔月刊で奇数月1日に発行されていたが、これも2016年11・12月号をもって発行を終了した。